# Chuluut
Il Čuluut gol, Chuluut (o Chuluutyn gol, in mongolo Чулуут гол) è un fiume della Mongolia che nasce dai Monti Hangaj e ne scorre attraverso le vallate, per 415 km, fino a gettarsi nell'Iderijn gol, di cui è uno dei maggiori affluenti. La sua larghezza alla foce è di 80 m, e la profondità massima si aggira attorno ai 3. Come molti altri corsi d'acqua del territorio mongolo, risulta ghiacciato per gran parte dell'anno, solitamente da novembre ad aprile.